# Adalbert H. Lhota
Adalbert H. Lhota (* 28. März 1946 in Chieming, Deutschland; † 5. September 2022) war ein österreichisch-schweizerischer Manager. Er war von 1989 bis 2007 Vorsitzender der Geschäftsführung des Automobilclub von Deutschland e.V. und der angeschlossenen Tochterunternehmen. Ab März 2007 führte er als selbstständiger Unternehmensberater das neu gegründete Auslandsgeschäft des Automobilclub von Deutschland e.V. Am 1. September 2007 trat er von allen Ämtern zurück.

## Leben
Lhota hat nach der Ausbildung zum Großhandelskaufmann u. a. bei Bertelsmann, Preussag und Sandoz gearbeitet. 1989 wechselte er zum Automobilclub von Deutschland e.V. und war dort seit 1990 Vorsitzender der Geschäftsführung.
Lhota war 1999 bis 2007 als Honorarkonsul der Republik Österreich in Frankfurt am Main zuständig für die Bundesländer Hessen und Rheinland-Pfalz. Er war Mitglied im Deutschen Verkehrssicherheitsrat, Mitglied und Förderer der Deutschen Verkehrswacht und Senator h. c. im Bundessenat des Bundesverbandes Wirtschaft – Bildung – Arbeit Deutschland.
Lhota wurde 2000 mit dem Bundesverdienstkreuz am Bande und 2002 mit dem Silbernen Ehrenzeichen für Verdienste um die Republik Österreich ausgezeichnet. Darüber hinaus erhielt er am 25. Oktober 2007 anlässlich seiner Verabschiedung aus dem Amt des Honorarkonsuls das Goldene Ehrenzeichen für Verdienste um die Republik Österreich.
Am 1. Dezember 2007 heiratete Lhota in Kirchberg in Tirol seine Lebensgefährtin Marina Giori-Swarovski, Schwester von Gernot Langes-Swarovski und Mutter von Fiona Swarovski.
Ab März 2011 war Adalbert Lhota für das Unternehmen Swarovski als Berater des Gesamtbeirats tätig, zudem wurde er zum Direktor der Swarovski Holding AG berufen.

## Website
- Website von Adalbert H. Lhota (Archiv)